# Константинова, Татьяна Анатольевна
Татьяна Анатольевна Константинова (11 октября 1982) — российская футболистка, полузащитница.

## Биография
В начале карьеры выступала за клуб «Виктория» (Белгород) в первом дивизионе.
С 2005 года играла в высшем дивизионе за московские «Спартак» и «Измайлово» и ростовский СКА. В составе ростовского клуба в 2008 году стала бронзовым призёром чемпионата России. Однако по окончании сезона СКА был расформирован и футболистка завершила профессиональную карьеру.